# Phanerotomella nigronitens
Phanerotomella nigronitens är en stekelart som beskrevs av Herbert Zettel 1989. Phanerotomella nigronitens ingår i släktet Phanerotomella och familjen bracksteklar. Inga underarter finns listade i Catalogue of Life.